# Redipollos
Redipollos es una localidad española perteneciente al municipio de Puebla de Lillo, en la provincia de León, comunidad autónoma de Castilla y León. Se sitúa en el límite con Asturias, en el parque nacional de los Picos de Europa, a una altitud media de 1.100 metros sobre el nivel del mar.

## Lugares de interés
A continuación se ofrecen los atractivos turísticos de la localidad:
- Fuente de Redipollos, ubicada en el centro de la localidad.
- Iglesia parroquial de Redipollos.
- Ruta de Rebollares, recorrido circular que sale de Puebla de Lillo pasando por la Laguna.
- Ruta de Mampodre, de Puebla de Lillo a Redipollos pasando por el Pico del Sestil.

## Fiestas y tradiciones
Las fiestas patronales de Puebla de Lillo concentran a la población de las localidades que lo integran y se celebran durante los meses de verano, ofreciendo competiciones de lucha leonesa y juegos tradicionales.

## Geografía
Es Redipollos uno de los núcleos de población del término municipal de Puebla de Lillo, junto a Cofiñal, Puebla, Solle, Isoba, San Cibrián de la Somoza. Los núcleos de población  de Los Caseríos de San Isidro, La Estación Invernal de San Isidro y Camposolillo están despoblados o en vías de deshabitarse.

## Clima
El clima del municipio y de esta localidad fluctúa en durante los meses otoñales e invernales entre los 4º y 7º de temperatura; se caracteriza por inviernos duros y largos.
- Datos: Q48781840
- Multimedia: Redipollos / Q48781840